# Aït Abdelaziz
Aït Abdelaziz est un douar du village de Aït Hichem dans la commune rurale d'Aït Kamra, dans la province d'Al Hoceïma, sur la côte nord-est du Maroc.

## Toponymie
D'après des sources[Lesquelles ?], ce village tirerait son nom d'Abdal Aziz El Ouaryaghli (juge de Fès) qui aurait préféré s'isoler dans cette zone montagneuse pour prier.

## Histoire
Le village initial d'Aït Abdelaziz a fait partie des villages les plus touchés par le séisme de février 2004, qui a frappé la région d'Al Hoceïma. Ce séisme a entraîné la mort de 34 de ses habitants, qui ont été inhumés dans une fosse commune.
Étant situé dans une zone particulièrement à risques, il a été déplacé ; c'est d'ailleurs la seule localité meurtrie par le séisme à avoir connu ce sort. Pour le remplacer, à 5 km, un village pilote, composé de 31 lotissements de près de 500 m2 chacun, a été construit avec un budget de 3 millions de dirhams sur un terrain de la commune rurale d'Aït Kamra.